# オロモウツ州

オロモウツ州
Olomoucký kraj

オロモウツ州の所在地

オロモウツ州（オロモウツしゅう、チェコ語: Olomoucký kraj）は、チェコの州。北西モラヴィアと中央モラヴィア、またシレジアの範囲に存在する州。州都オロモウツにちなんで名づけられている。
パルドゥビツェ州、モラヴィア・スレスコ州、南モラヴィア州、ズリーン州、ポーランドと接する。

## 郡

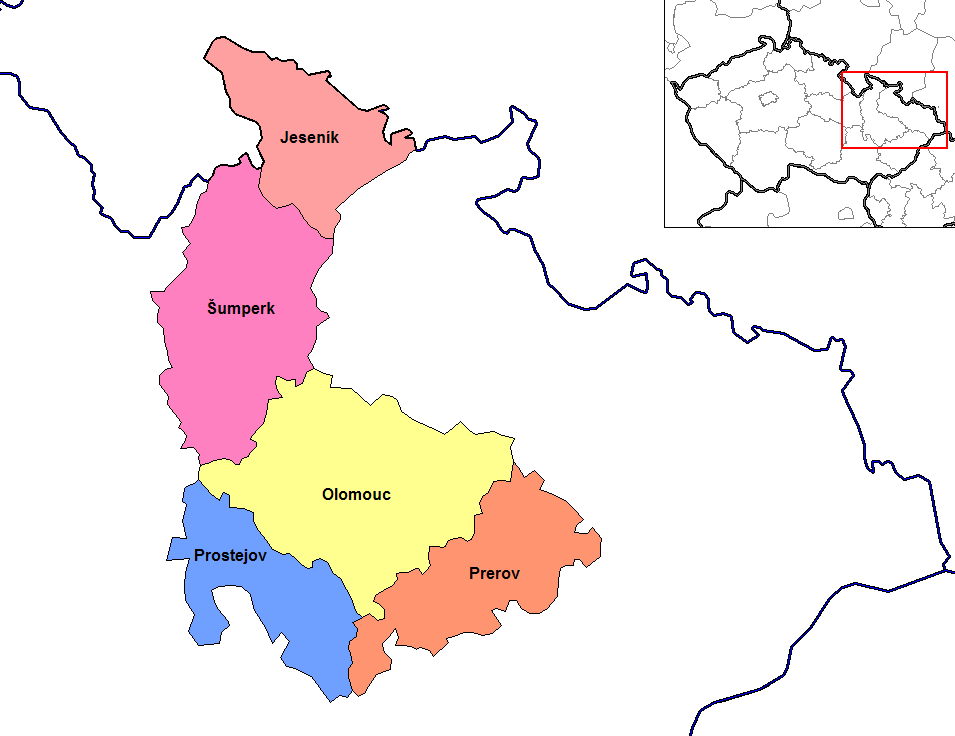
オロモウツの郡

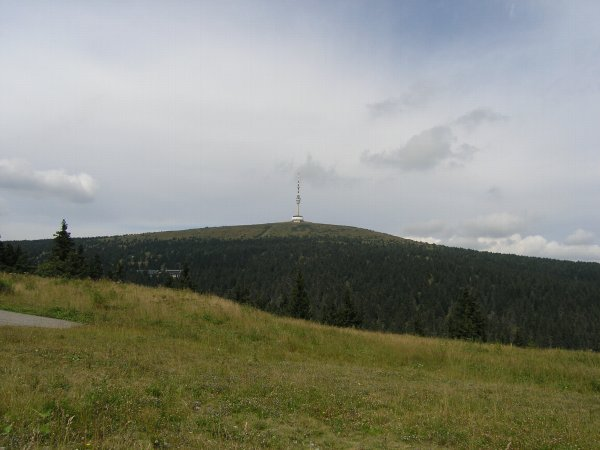
Praděd山の様子

- イェセニーク郡
- オロモウツ郡
- プロスチェヨフ郡
- プシェロフ郡
- シュンペルク郡